# Lijst van muurformules in Utrecht
Op diverse muren in de Nederlandse stad Utrecht zijn vanaf 2019 oktober wetenschappelijke formules en ontdekkingen aangebracht. Het project werd opgezet door de Utrechtse natuurkundigen Sander Kempkes en Ingmar Swart. Kunstenaarscollectief De Strakke Hand gaf de formules weer in een aparte beeldrijke vorm. Het project was deels geënt op een soortgelijk project in Leiden dat vanaf 2015 wetenschappelijke formules op huismuren aanbracht. De oorspronkelijke bedenkers van de formules en ontdekkingen hebben een link met de stad Utrecht.
| Foto | Wetenschapper                                            | Omschrijving             | Formule                                                                                         | Adres                                        | Sinds         | Nummer |
| ---- | -------------------------------------------------------- | ------------------------ | ----------------------------------------------------------------------------------------------- | -------------------------------------------- | ------------- | ------ |
|      | Johanna Westerdijk                                       | Fytopathologie           |                                                                                                 | Maliesingel 54, 3581 BP Utrecht              | oktober 2022  | 5      |
|      | Caroline Bleeker                                         | Fasecontrastmicroscopie  |                                                                                                 | Strosteeg 4B, 3511 NE Utrecht                | november 2021 | 4      |
|      | Jacobus van 't Hoff                                      | Stereochemie             |                                                                                                 | Ganzenmarkt 26, 3512 GE Utrecht              | juni 2021     | 3      |
|      | Leonard Ornstein                                         | Ornstein-Uhlenbeckproces | {\displaystyle \mathrm {d} r_{t}=\theta (\mu -r_{t})\,\mathrm {d} t+\sigma \,\mathrm {d} W_{t}} | Oosterkade 30, 3582 AV Utrecht               | mei 2020      | 2      |
|      | Christian Doppler, getest door Christophorus Buys Ballot | Dopplereffect            | {\displaystyle f_{w}=f_{b}\,{\frac {c_{s}+v_{w}}{c_{s}-v_{b}}}}                                 | Burgemeester Reigerstraat 9, 3581 KJ Utrecht | oktober 2019  | 1      |